# École supérieure de l'Air
Ne doit pas être confondu avec École militaire de l'air.
L’École supérieure de l'Air (ESA) est une école militaire algérienne formant des officiers des Forces aériennes algériennes.

## Historique
L'ancienne base militaire de Lartigue de l'OTAN a été récupérée par l'ANP en 1964 et, dès 1977, la base a pris le statut d'École supérieure de l'Air (ESA) destinée à former des officiers pilotes, des ingénieurs et des techniciens nécessaires aux forces aériennes algériennes.